# 음성 용계리 오룡골산신각
용계리 오룡골산신각은 충청북도 음성군 금왕읍에 있다. 2013년 12월 31일 음성군의 향토문화유적 제23호로 지정되었다.

## 개요
이 산신각은 용계리 오룡골 마을과 무극광산에서 산신제를 지내는 곳으로, 1909년(융희 2년)에 소속리신당(小俗里神堂)으로 건립되었으며, 1966년에 산신각(山神閣)으로 재건축된 정면 3칸, 측면 2칸 팔작함석지붕집이다.  이 산신각의 구조는 3칸 중에서 왼쪽 칸은 산제당이며, 중간 칸은 제관이 머무르는 곳이며, 오른쪽 칸은 제물(떡과 메)을 마련하는 부엌으로 이루어졌다. 이 산신각은 마을공동체신앙과 산신제 연구의 중요한 민속자료이다.